# Consonante uvulare
In fonetica articolatoria, una consonante uvulare è una consonante, classificata secondo il proprio luogo di articolazione. Essa viene articolata accostando il dorso della lingua all'ugola (organello che pende dal margine inferiore del velo del palato), in modo che l'aria, costretta dall'ostacolo, produca un rumore nella sua fuoriuscita.

## Lista delle consonanti uvulari
A seconda del loro modo di articolazione, si distinguono consonanti occlusive, nasali, fricative, e vibranti.
L'alfabeto fonetico internazionale elenca le seguenti consonanti uvulari:
- [q] Occlusiva uvulare sorda
- [ɢ] Occlusiva uvulare sonora
- [ɴ] Nasale uvulare
- [ɴ̥] Nasale uvulare sorda
- [ʀ] Vibrante uvulare
- [ɢ̆] Monovibrante uvulare
- [χ] Fricativa uvulare sorda
- [ʁ] Fricativa uvulare sonora
- [ɢʁ] Affricata uvulare sonora
- [q͡χ] Affricata uvulare sorda

Altri simboli:
- [ʛ] Implosiva uvulare sonora
- [ʛ̥] Implosiva uvulare sorda
- [qʼ] Eiettiva uvulare
- [χʼ] Eiettiva uvulare fricativa
- [ɟɴ] Fricativa palatale nasale uvulare
- [ʁʒʃ] Vibrante fricativa postaolveare uvulare semisonora